# نبرد گرانیک
نبرد گرانیک یا گرانیکوس نخستین نبرد و رویارویی اسکندر مقدونی با شاهنشاهی هخامنشی بود که در حوالی آسیای صغیر و کنار رود گرانیک (رود بیگا امروزی) در سال ۳۳۴ پیش از میلاد رخ داد. اسکندر پس از گذشتن از تنگه داردانل وارد آسیای صغیر شد. جنگ گرانیک سبب کشته شدن بسیاری از سرداران هخامنشی شد و با پیروزی اسکندر پایان یافت.

## قبل از جنگ گرانیک
فیلیپ مقدونی در سال ۳۳۶ ق. م یعنی در اولین سال پادشاهی داریوش سوم سپاهی را روانه آسیا کرد. فیلیپ پیش چشم خود شکست ایران را حتمی تصور می‌کرد اما قبل از این که به آرزوی خود برسد توسط یکی از درباریانش به قتل رسید. داریوش سوم قصد داشت در زمان فیلیپ سپاهی را به یونان و مقدونیه اعزام کند اما پس از مرگ فیلیپ چون تصور می‌کرد جانشین فیلیپ، اسکندر قصد حمله به ایران را ندارد از اعزام سپاه خودداری کرد. او پس از آنکه شنید اسکندر به عنوان سپهسالار کل یونان انتخاب شده به فکر مقابله با اسکندر افتاد. داریوش سوم سپاهی را گرد آورد که مزدوران یونانی نیز در این سپاه بودند و شخصی به نام مِمنون را به عنوان سرکردهٔ آنها انتخاب کرد. مٍمنون اصالتاً اهل ردس و برادر منتور بود که در مصر خدمات بسیاری به هخامنشیان کرده بود. مٍمنون، هوشمند، و دلیر بود. داریوش سوم او را به فرماندهی پنج هزار یونانی اجیر شده منصوب کرد و به مٍمنون فرمان داد که شهر سیزیک که شهر معروف میسیه بود تسخیر کند. مِمنون با گذشتن از کوه ایدا به صورت غافلگیرانه به شهر سیزیک حمله کرد و شهر را تسخیر کرد.

## نقش جنگی هر دو سپاه قبل از شروع جنگ
مِمنون عقیده داشت که باید عقب‌نشینی کرد و شهر و دهات‌هایش و آنچه به عنوان آذوقه بر سر راه اسکندر است معدوم کرده تا اسکندر نتواند وارد امپراتوری شود. او معتقد بود که مقدونی‌ها بیش از یک ماه پول و آذوقه ندارند. مِمنون می‌گفت اگر جنگ شود اوضاع مقدونی‌ها به مراتب بهتر است، چرا که هم اسکندر در بین سپاهیانش است، در حالی که داریوش سوم در بین لشگرش نیست و هم لشکر مقدونی ورزیدگی و شجاعت بیشتری نسبت به لشکر ایران دارند. اما سرداران ایرانی این نقشه را نپذیرفتند، از جملهٔ این سرداران، آرسیتس که شهرب، داسکیلیون بود. او طرح عقب‌نشینی مِمنون را نپذیرفت شاید برای این که نمی‌خواست سرزمین شاه در زمان ساتراپی او ویران شود. در نتیجه لشگریان ایران کنار رود گرانیک اردو زدند. اسکندر پس از آن که دانست سپاه ایران در کنار رود گرانیک آماده است با سرداران خود به مشورت پرداخت. سرداران اسکندر معتقد بودند که عبور از این رود کار خطرناکی است و این ماه در تقویم مقدونی ماه دزیوس بود و برای هر کاری شوم است. اسکندر گفت نام ماه را عوض کرده و آن را به نام ماه قبل آرتمیزیوس دوم نامید اما فکر کرد شاید این کار در افکار سپاهیانش اثر منفی بگذارد بنابراین به آریستاندر کاهن گفت قربانی کند و عقیده خدایان را در باب فتح یا شکست بداند و مخفیانه به او دستور داد که جواب خدایان این گونه باشد که «خدایان فتحی به اسکندر اعطا کرده‌اند» و چون این خبر در اردوی اسکندر پخش شد شادی و شعف سپاه مقدونی بی حد و اندازه شد و روحیه سپاهیان اسکندر را بالا برد.

## آرایش سپاه ایران هنگام جنگ
جناح چپ سپاه ایران تحت فرماندهی ممنون رودسی یونانی بود و آرسامس والی ایرانی بود که هر کدام بر دسته‌های جنگی خود ریاست داشتند. پشت سر آنها آرسیت بود که فرمانده سواره نظام پلفلاگولی بود و بعد از آرسیت، سپیترات بود که فرمانده سواره نظام گرگانی بود. قلب لشکر هم از سوارنظام ملل مختلف تشکیل شده بود. عدهٔ افراد لشکر ایران از پیاده‌نظام و سواره نظام بین سی تا چهل هزار نفر گفته شد است.

## شروع جنگ

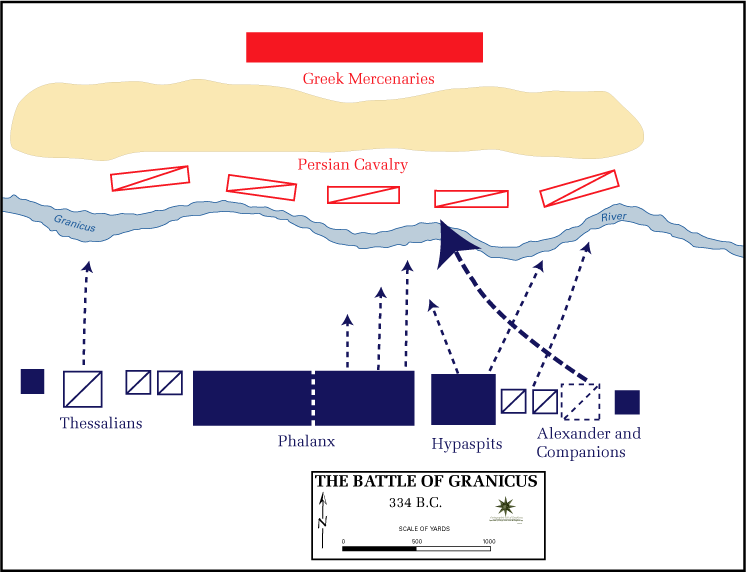
نقشه آرایش دو سپاه و حمله مقدونیان در جنگ گرانیک؛ پارسیان (قرمز) و مقدونیان (سورمه‌ای)

اسکندر مقدونی در بهار سال ۳۳۴ ق. م با گذشتن از تنگه داردانل وارد آسیا صغیر شد. نخستین نبرد در کنار رود گرانیکوس (بیگاچای امروزی در ترکیه) که به دریای مرمره می‌ریخت رخ داد. اسکندر چون مطلع شد که سپاه ایران در کنار راست رود گرانیک اردو زده‌است، اردوگاه سپاهیان خود را در مقابل دشمن زد به طوری که مجرای رود بین دو لشکر فاصله انداخت. ایرانیان که پای کوه را اشغال کرده بودند حرکتی نکردند چون مناسب می‌دیدند زمانی که دشمن قصد گذر از رودخانه را دارد حمله کنند برای اینکه در این هنگام صفوف دشمن نظم خود را از دست می‌دهد. وقتی که جنگ شروع شد سواره نظام تسالی که جزء جناح چپ سپاه اسکندر و تحت فرماندهی پارمن ین بوده زودتر از همه مورد حمله سواره نظام ایران قرار گرفته. اسکندر به همراه سوار نظام زبدهٔ مقدونی در جناح راست لشگرش قرار داشت. خود اسکندر به سوار نظام ایران حمله برد و لشکر ایران را عقب راند و عدهٔ زیادی از ایرانیان را کشت. در همین هنگام سپیتربات ایرانی که می‌گویند داماد داریوش سوم و ساتراپ شهرهای ینیانی بود با سپاهی ۴۰ نفر از افرادی که تماماً جنگجو بودند به مقدونیها حمله کرد و تعداد بسیاری از آن‌ها را کشت. کسی یارای مقاومت در برابر این حمله را نداشت تا اسکندر خود وارد میدان شد و به سمت سپیتربات حرکت کرد و هر دو با هم شروع به جنگ تن به تن کردند. اسکندر توانست سپیتربات را بکشد اما روزاسس برادر سپیتربات به اسکندر حمله کرد و ضربهٔ به فرق سر اسکندر وارد کرد، می‌گویند ضربه روزاسس کلاه خود اسکندر را شکافت و اگر روزاسس می‌توانست ضربه دوم را وارد کند جراحتی مرگبار بر او وارد می‌کرد اما کلاتیوس برادر ناتنی اسکندر به موقع رسید و دست روزاسس را قطع کرد. در این نبرد ایرانیان معروف‌ترین سرداران خود را از دست دادند از جمله: نلیفاتس، فارناس و میتربرزن. آرسیتس هرچند توانست از مهلکه نبرد گرانیک جان سالم به در برد اما چون خود را مقصر شکست در جنگ می‌دید خودکشی کرد. پس از جنگ سارد به تصرف اسکندر درآمد اما هالیکارناس به شاه ایران وفادار ماند از همین جهت وقتی اسکندر به هالیکارناس تسلط یافت شهر را آتش زد. هالیکارناس زادگاه هرودوت بوده.

## تلفات هر دو لشکر
از آن جهت که عمده اطلاعات ما از نوشته‌های یونانیان است و یونانیان هر گونه که بخواهند دربارهٔ ایرانیان می‌نویسند، تلفات لشکر ایران بسیار زیاد نوشته شده و بر عکس تلفات مقدونی‌ها بسیار اندک. اینگونه که نوشته‌اند ۲۵ نفر از بهترین جنگ آوران اسکندر که به هتر معروف بودند و۶۰ سوار و ۳۰ پیاده از لشکر اسکندر کشته شدند. مورخان یونانی از جمله دیودور معتقد بود که کشته شدگان لشکر ایران شامل ده هزار پیاده‌نظام و دو هزار سوار نظام بود، ولی اگر بخواهیم به نوشته‌های این مورخان یونانی اعتماد کنیم، چگونه می‌توان باور کرد که با تمام مقاومت ایرانی‌ها تلفات مقدونی‌ها کم باشد، به خصوص این که لشکر مقدونی باید از رود گرانیک می‌گذشت.

## نتایج جنگ گرانیک
پس از جنگ گرانیک تقریباً تمام آسیا صغیر یک یه یک تسلیم اسکندر شدند. از جمله داسکیلیون که پس از خودکشی آرسیتس بدون شهربان مانده بود، اسکندر کالاس را که سردار تسالی بود شهرب داسکولیون کرد. اسکندر پس از تسخیر سارد، پوزانیاس را دژبان آن شهر کرد و اخذ مالیات را برعهده نی سیاس گذاشت. ایالات لیدیه را که قبلاً ساتراپ آن سپهرداد بود و در نبرد گرانیک کشته شده بود را به آرساندر پسر فیلوتاس اعطا کرد. پس از جنگ گرانیک باقیمانده لشکر ایران به قوای مِمنون ملحق شده و در شهر ملط جمع شدند. مِمنون فرمانده یونانی‌تبار با یک نقش جنگی و سیصد کشتی به قصد یونان حرکت کرد؛ بدان امید که به مقدونیه باستان حمله کند و جنگ را از ایران دور ساخته و به اروپا بکشاند. اسکندر در یونان جنایت‌های بسیار زیادی کرده، اسپارت و جزایر یونانی دریای اژه و چندین شهر یونان با شنیدن این خبر که نیروی دریایی ایران در راه است بسیار شاد شدند و شماری از این شهرها داوطلبانه تسلیم ممنون رودسی شدند؛ ولی از بخت بد ایران، این فرمانده دلیر در میانه راه بیمار شد و درگذشت، و نقشهٔ که برای نجات دادن یونان و بازگرداندنِ جبههٔ نبرد اسکندر به درون خاک اصلی یونان در سر داشت نیز نابود شد.

## رفتار اسکندر با اسیران جنگ گرانیک
اسکندر با یونانی‌های اسیر شده لشکر ایران به سختی رفتار کرد زیرا آنها را خائن می‌پنداشت و معتقد بود وقتی یونانی‌ها او را به سپهسالاری یونان انتخاب کردند آنها نباید خواستار تسلط خارجی‌ها بر یونان می‌شدند. اسکندر نسبت به اسیران تبسی سپاه ایران با ملایمت رفتار کرد زیرا قبول داشت که سخت‌گیری‌های که او بر مردم تبس(Thebes) وارد کرده موجب این رفتار آنها شده‌است.

## اشتباهات داریوش سوم و ایرانیان قبل از جنگ گرانیک
دربار ایران یا به دلیل بی‌اهمیت بودن مقدونیه یا از آن جهت که سرگرم اغتشاشات داخلی شده بود نتوانست از جنگ از اوضاع یونان در جهت موفقیت برای خود استفاده کند. مقاومت تبی‌ها در برابر اسکندر بی‌نظیر بود و عمدهٔ یونانیان مخالف سپهسالاری اسکندر و تسلط او بر یونان بودند و این موضوع را اجباراً قبول کرده بودند و اگر لاسدمونی‌ها و سایر یونانی‌ها با پول ایران به موقع تجهیز می‌شدند ممکن بود اسکندر چنان مشغول اوضاع یونان شود که نتواند جز فکر به یونان به جای دیگری هم فکر کند.